# 羅徵竹
羅徵竹（1532年—？），字庭猗，江西吉安府吉水縣人，民籍，明朝政治人物。

## 生平
嘉靖四十年（1561年）辛酉科江西鄉試第六十五名舉人，隆慶二年（1568年）中式戊辰科會試第十名，三甲第二百六十四名進士。授福建甌寧縣知縣。

## 家族
曾祖羅其祥，長史；祖父羅體朝；父羅有慶，母彭氏；繼母劉氏。嚴侍下。弟羅徵蘭。